# Катмай
Ка́тмай (англ. Katmai) — спящий стратовулкан (слоистый вулкан), расположенный на территории национального парка Катмай на юге полуострова Аляска в США.
Вулкан, достигающий 10 км в диаметре, имеет центральную кальдеру с вулканическим озером. Кальдера образовалась при извержении находящегося рядом вулкана Новарупта в 1912 году.

## Геология
Кальдера вулкана Катмай является одним из пяти подобных формирований, которые окружают новообразованный вулкан Новарупта, появившийся в процессе мощного извержения (6 баллов по шкале VEI) в 1912 году. Новый вулкан оттянул по подземным трещинам магму от Катмая. В результате вершина провалилась и образовалась кальдера, где небольшое извержение вязкой лавы сформировало вулканический купол, в настоящее время затопленный водами кратерного озера. Вулкан достигает 10 км в диаметре, размер кальдеры — 4,5×3 км. Максимальная высота Катмая, на которой и лежит кальдера, — 2047 метров над уровнем моря. В 1975 году водная поверхность озера находилась на высоте около 1286 метров, а расчётная высота, на которой находилось дно кальдеры, составила 1040 метров.
Катмай, как типичный стратовулкан, сформирован из слоев лавы и пирокластических пород. Слой четвертичных пород в районе Катмая достигает толщины 1500 метров. Большая часть вулкана покрыта снегом и льдом, а в его окрестностях расположены три ледника.
Вулкан основан на осадочных породах формации Накнек позднеюрской эпохи, которые заметны на высоте около 1520 метров к западу от кальдеры, а также к северу и юго-востоку от вулкана. Осадочные породы были найдены на высоте более 1800 метров в западной части кальдеры и в нижней части восточной стены кальдеры, на высоте около 1040 метров.

## Вулканическая активность
Об исторической активности вулкана Катмай до крупного извержения 1912 года известно мало. Ранние карты Национальной береговой и геодезической службы США указывают на то, что высота вулкана до извержения достигала 2300 метров. В 1898 году жители окрестностей вулкана сообщили о том, что Катмай время от времени «дымил».
6 — 9 июня 1912 года произошло самое мощное вулканическое извержение в истории Аляски. Вместе с извержениями вулканов Санта-Мария в 1902 году и Пинатубо в 1991 году, оно стало одним из трех крупнейших извержений в мире в XX веке. Первоначально извержение было приписано вулкану Катмай, но позже было установлено, что очаг извержения находился в 10 км от Катмая, где образовался вулкан Новарупта. Тем не менее Катмай принял участие в извержении 1912 года, объём его выбросов достиг 3 баллов по шкале VEI. В ходе совместного извержения было извергнуто до 13 — 15 км³ тефры. После обрушения вершины Катмая и образования кальдеры в кальдере произошло небольшое извержение вязкой лавы, которая образовала вулканический купол.

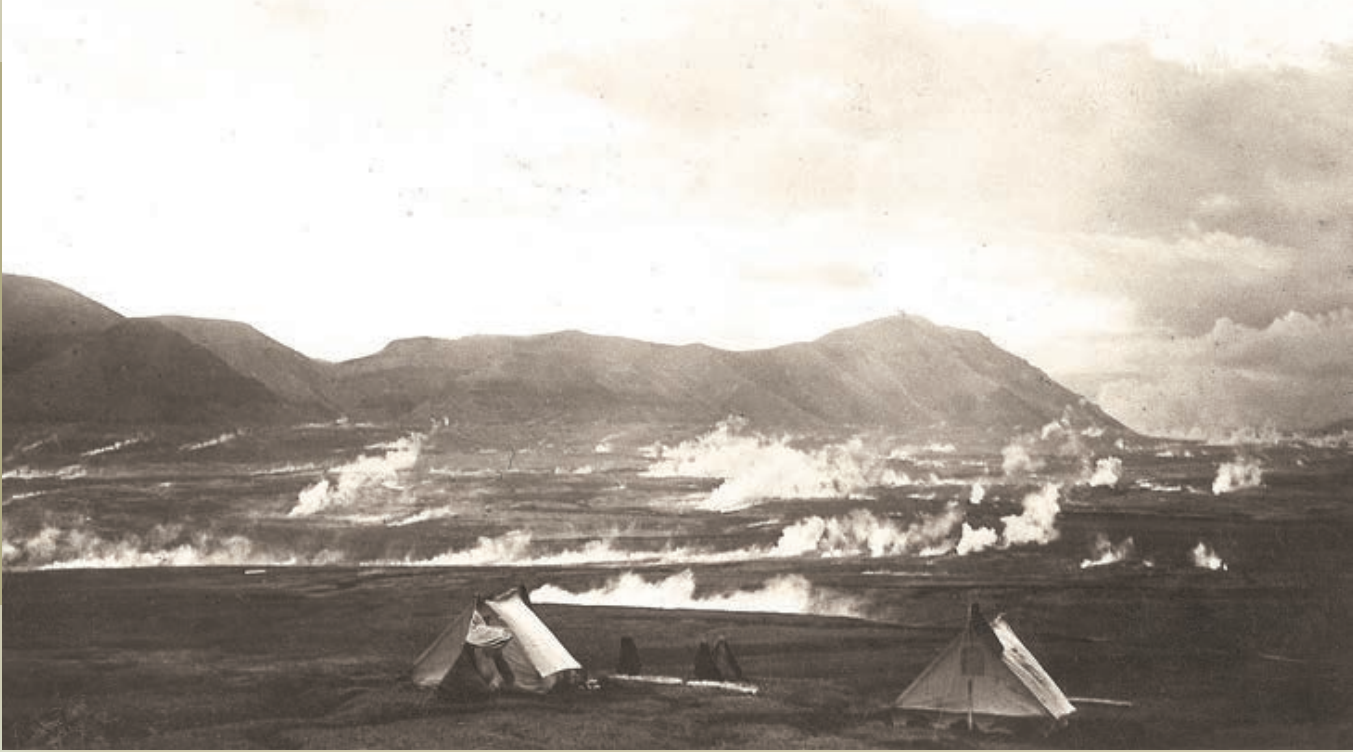
Лагерь экспедиции Григгса, видно множество струй пара

В 1916 году к месту извержения была направлена первая научная экспедиция во главе с Робертом Ф. Григгсом. На месте долины реки Укак она обнаружила покрытую вулканическим туфом равнину, где практически всюду из-под земли исходили струи пара от вод реки Укак и многочисленных родников. Это место было названо Долиной десяти тысяч дымов.
В 1916 году экспедиция отметила вулканический купол Катмая, но с тех пор он был затоплен водами кратерного озера.
В 1919 году геологи отметили почти полное заполнение кальдеры озером, но к 1923 году озеро исчезло, и его место заняли многочисленные грязевые котлы, грязевые гейзеры и фумаролы. К настоящему времени озеро восстановилось, и сейчас его глубина достигает примерно 240 метров. Кроме того, на склонах вулкана образуются небольшие ледники.